# Charles Lothar Klotzer
Charles Lothar Klotzer (geboren als Lothar Gustav Gabriel Klotzer am 1. November 1925 in Berlin) ist ein US-amerikanischer Journalist und Zeitungsverleger.

## Leben
Charles Lothar Klotzer ist ein Sohn des staatenlosen Schauspielers Salo Klotzer (1880–1962) und der Meta Meyer (1885–1973). Sein Vater wurde im Juni 1938 im KZ Buchenwald inhaftiert und floh im April 1939 mit Frau und Sohn in das japanisch besetzte Shanghai, Klotzers Schwester  emigrierte als Haushaltshilfe nach Großbritannien, sein Onkel, der Berliner Arzt Isaak Klotzer, wurde Opfer des Holocaust. Klotzer besuchte in Shanghai eine Wirtschaftsschule. Er schloss sich der britischen Untergrundbewegung „Rover Group“ an und wurde von 1943 bis 1945 von der japanischen Administration inhaftiert.
Nach dem Kriegsende in Ostasien zog die Familie Klotzer 1947 mit Hilfe des Joint Distribution Committee in die USA.  Klotzer fand eine Stelle als Buchhalter und studierte zwischen 1949 und 1960 Politische Wissenschaften und Englisch an der Washington University in St. Louis und machte 1954 einen Bachelor-Abschluss. Er erhielt die US-amerikanische Staatsbürgerschaft und leistete 1951 bis 1953 seinen Militärdienst. Klotzer heiratete 1953 die Sozialarbeiterin Rose Finn (1928–2019), sie haben drei Kinder.
Er betätigte sich im Zeitungsgewerbe und gab von 1948 bis 1951 mit Paul M. Simon die Troy Tribune in Troy heraus, ab 1954 den Greater St. Louis Jewish Star und die Wochenzeitung St. Louis Jewish Light sowie später weitere politische und kulturelle Zeitschriften wie FOCUS/Midwest (ab 1962 bis 1983) und St. Louis Journalism Review,  vornehmlich für ein Lesepublikum im Mittleren Westen. Seine Sammlung alternativer Zeitungen enthält Ausgaben der Ann Arbor Argus, Berkeley Barb und der Village Voice.
Klotzer engagierte sich im American Jewish Congress und in der American Civil Liberties Union und war bei den (erfolglosen) Präsidentschaftskandidaturen der Demokraten Adlai Stevenson (1952 und 1956) und Eugene McCarthy (1968) aktiv.

## Schriften
- Founder of St. Louis Journalism Review reflects on history, promise of publication, Gateway Journalism Review, 22. Dezember 2020